# Accorso da Reggio
Accorso da Reggio, lat. Accursius de Regio, (* vor 1250 in Reggio nell’Emilia; † nach 1279) war ein italienischer Jurist, der von 1263 bis 1279 nachweisbar ist.

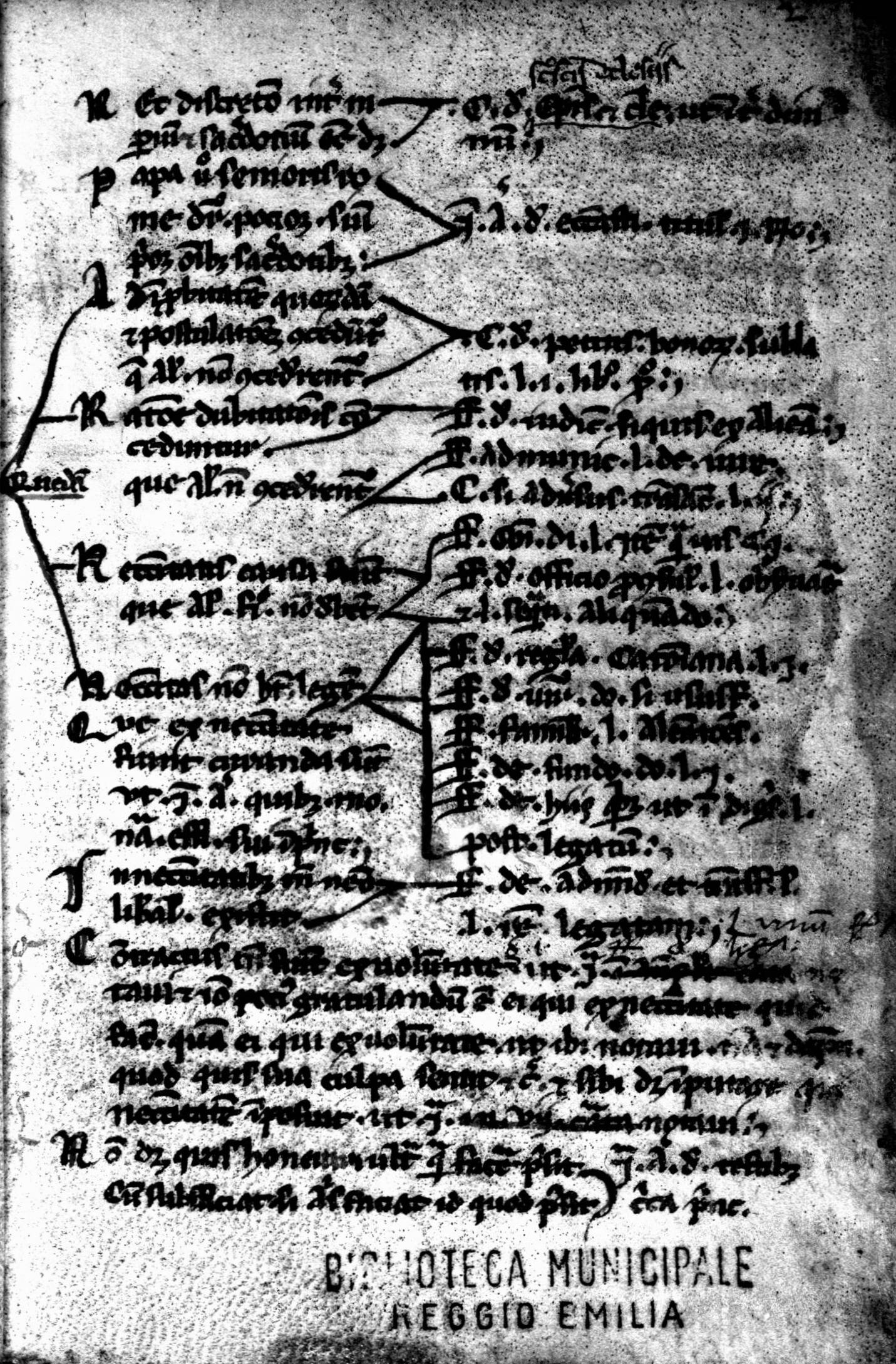
Notabilia legum, Manuskript aus dem 13. Jahrhundert. Reggio Emilia, Biblioteca Municipale A. Panizzi.

## Leben und Wirken
Über die Karriere und das Leben des Sohns von Alberto d’Accorso ist wenig bekannt. Sicher ist nur, dass er Schüler von Omobono Morisio war und im Jahr 1263 bereits den Titel doctor legum innehatte. Er war Beisitzer des Podestà Manfredo Lupi di Cànolo, eines Landsmannes, im damals ghibellinischen Florenz und von 1265 bis 1277 lehrte er in Reggio nell’Emilia, bevor er schließlich nach Padua umzog. Die letzte Nachricht über Accorso von März 1279 ist der Verkauf seines Hauses in Reggio an die Kommune, die dort dann den Palast für den Capitano del Popolo errichten ließ.
Bei der Zuschreibung von Schriften herrscht große Unsicherheit, gesichert ist nur die Summula de cessionibus actionum, aus der sich Hinweise auf die mögliche Existenz von Lektionen zum Corpus iuris und eine Summa de iure iurando calumniae ergeben haben. Einige seiner quaestiones werden von Albertus Gandinus in seinem De maleficiis erwähnt (rubr. De bannitis pro maleficio,n. 18 [20]).

## Handschriften
- Notabilia legum, 13. Jahrhundert, in der Handschrift Mss. Vari G. 55,  ff. 1r–70v, der Biblioteca Municipale A. Panizzi in Reggio Emilia.